# Platyrrhinus brachycephalus
Platyrrhinus brachycephalus es una especie de murciélago de la familia Phyllostomidae. Pelaje que va de marrón oscuro a marrón claro, presenta 4 franjas faciales, las superiores más brillantes que las inferiores. Abertura nasal en forma de corazón. Tiene dos cúspides en el segundo premolar inferior. 

## Distribución geográfica
Se encuentra en: Sudamérica. En Bolivia, al noroeste de Brasil, Colombia, Ecuador, Guayana Francesa, Guayana, Perú, Surinam y Venezuela.